# Khu học chánh Houston

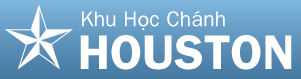
Huy hiệu khu học chánh Houston

Khu học chánh Houston (tiếng Anh: Houston Independent School District) là một hệ thống trường công lập lớn nhất tại tiểu bang Texas và lớn hạng thứ bảy tại Hoa Kỳ. Khu học chánh độc lập Houston phục vụ trong vai trò của một khu học chánh cộng đồng đối với phần lớn thành phố Houston và một số các khu tự quản ngoài biển và lân cận thành phố Houston. Giống như đa số các khu học chánh tại tiểu bang Texas, khu học chánh này độc lập khỏi thành phố Houston và tất cả các khu vực pháp lý của các quận hay khu tự quản khác mà nó phục vụ. Khu học chánh này có trụ sở chính nằm trong Trung tâm Hỗ trợ Giáo dục Hattie Mae White (gọi tắt là HMWESC) tại Houston.
Năm 2009, khu học chánh này được Cơ quan Giáo dục Texas đánh giá là khu học chánh có mức độ giáo dục chuẩn mực.

## Lịch sử
Khu học chánh Houston được thành lập vào thập niên 1920 sau khi Nghị viện tiểu bang Texas biểu quyết tách chính quyền khu tự quản và chính quyền đặc trách giáo dục thành hai phần riêng biệt. Khu học chánh Houston thay thế Khu học chánh Harrisburg.
Số học sinh trong các trường công lập tại Houston tăng từ 5.500 vào năm 1888 lên đến trên 8.850 năm 1927.
Khu học chánh Houston sáp nhập một số khu vực của Khu học chánh White Oak năm 1937 và một số khu vực của Khu học chánh Addicks sau khi khu học chánh này bị giải tán.

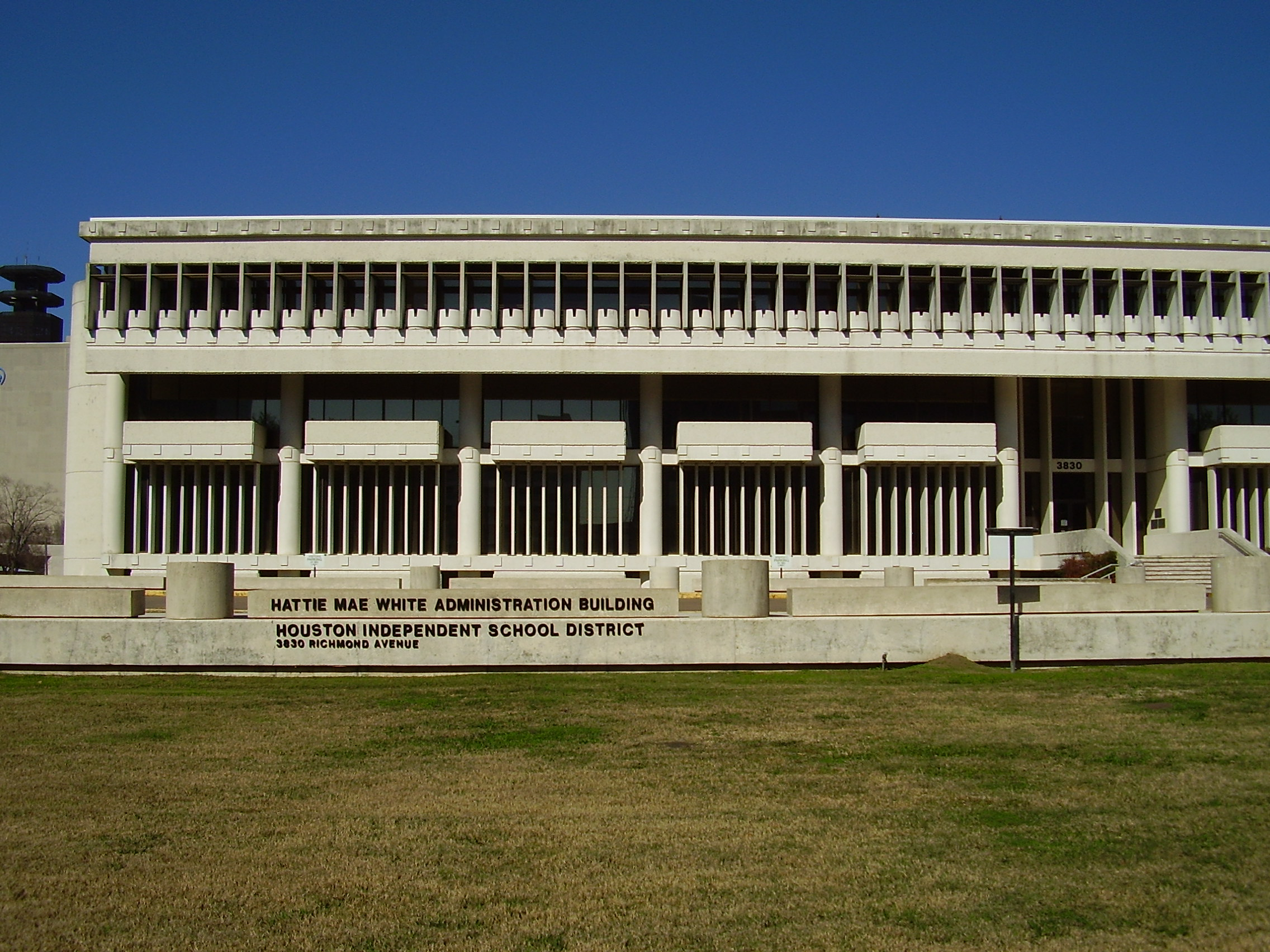
Tòa nhà Hành chánh Hattie Mae White đầu tiên bị bán và phá hủy. Tòa nhà này sau đó được thay thế bằng Trung tâm Hỗ trợ Giáo dục Hattie Mae White.

Khu học chánh Houston đã hội nhập các chủng tộc theo cách thức hài hòa. Ban giáo dục của học khu gồm những người Mỹ Da trắng bảo thủ đã tiến hành từng giai đoạn một để hội nhập từng cấp lớp. Các vị lãnh đạo địa phương người Mỹ gốc châu Phi tin rằng nhịp độ hội nhập quá chậm chạp. William Lawson, một vị chức sắc trẻ đã kêu gọi các học sinh của Trường Trung học Wheatley tẩy chay. Năm ngày sau đó chỉ có khoảng 10% học sinh của trường này đến lớp. Năm 1970 một thẩm phán liên bang đã yêu cầu khu học chánh xúc tiến nhanh tốc độ hội nhập. Một số người nói tiếng Tây Ban Nha cảm thấy rằng họ bị kỳ thị khi con em của họ bị đưa vào học chung với các học sinh chỉ toàn là người Mỹ gốc châu Phi trong kế hoạch bãi bỏ sự tách biệt chủng tộc tại trường học (tách biệt chủng tộc tại trường học là chính sách theo đó cả lớp học hay cả trường chỉ có duy nhất 1 chủng tộc) vì thế họ đã đưa con em của họ ra khỏi các trường học đó để phản đối, cho đến khi có phán quyết vào năm 1973 làm thỏa mãn những yêu cầu của họ. Ban đầu, khu học chánh cưỡng bách việc bãi bỏ tách biệt chủng tộc đối với việc đi xe buýt, nhưng sau đó chuyển sang một chương trình tình nguyện.
Năm 1994, sau khi trưởng khu học chánh là Frank Petruzielo rời khu học chánh này thì khu học chánh đã biểu quyết với tỉ lệ 6-1 để đưa Yvonne Gonzalez làm trưởng khu học chánh tạm quyền; các thành viên hội đồng quản trị đã coi đây là một động thái "biểu tượng" vì Gonzalez là người nói tiếng Tây Ban Nha đầu tiên được giữ chức trưởng học khu tạm quyền. Gonzalez phục vụ cho đến khi Rod Paige trở thành trưởng học khu.

### Các phong trào ly khai
Năm 1977, nhóm công dân tại phía tây Houston đã tìm cách thành lập Khu học chánh độc lập Westheimer từ một phần của Khu học chánh Houston. Tòa Thượng thẩm Hoa Kỳ bác bỏ đơn kháng cáo của họ sau khi việc thành lập khu học chánh này bị chính quyền từ chối.
Khu học chánh Houston trước đây phục vụ một phần thành phố Stafford nằm trong quận Harris (thành phố này có một phần nằm trong quận này) cho đến khi Khu học chánh Khu tự quản Stafford được thành lập năm 1982 để phục vụ toàn thành phố Stafford. Phần lớn thành phố Stafford từng nằm trong Khu học chánh Fort Bend và một phần nhỏ nằm trong Khu học chánh Houston.

### Tổ chức khu học chánh

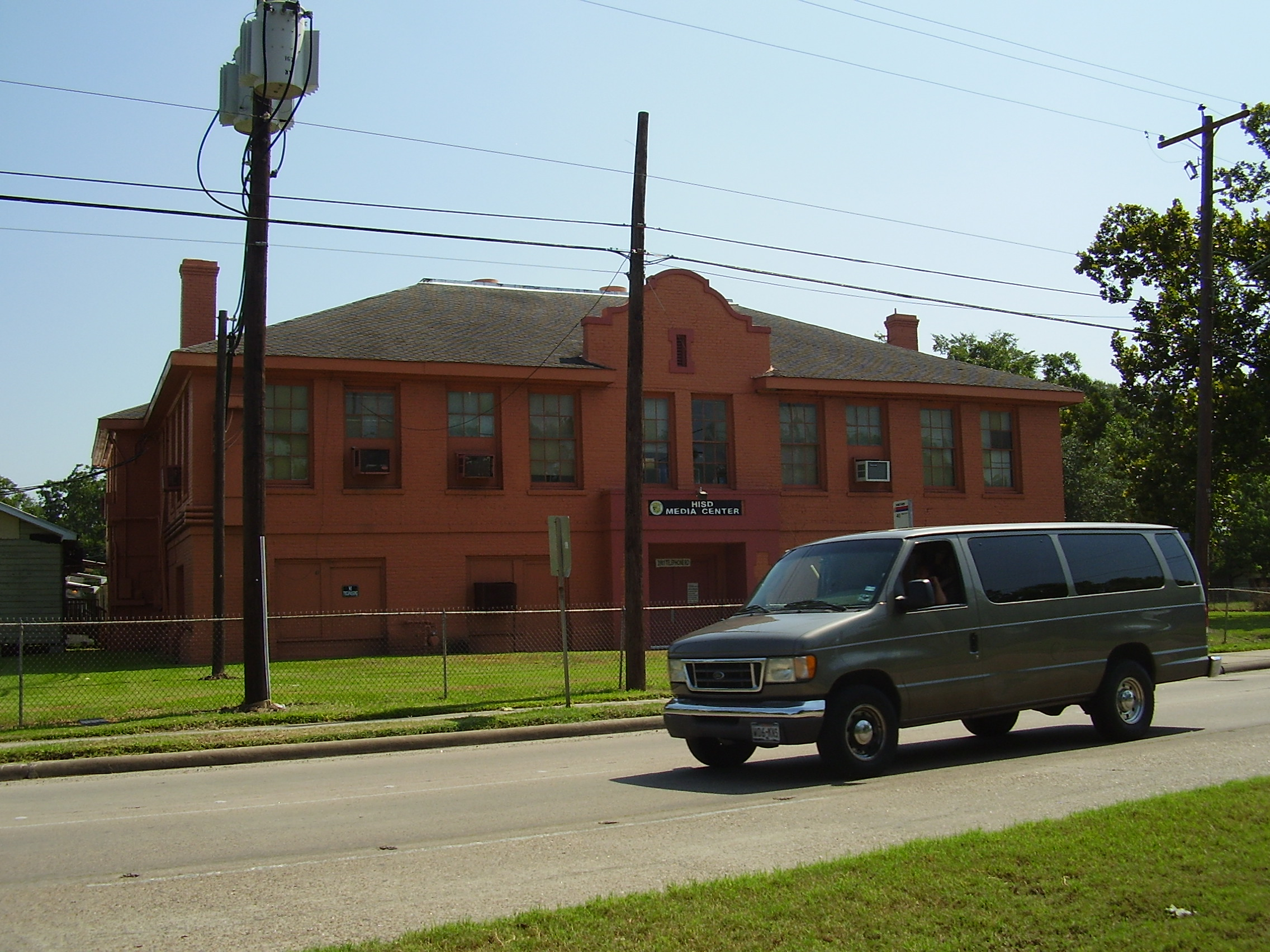
Trung tâm Truyền thông

Ngày 1 tháng 12 năm 1994, các thành viên hội đồng quản trị Khu học chánh độc lập Houston đã bỏ phiếu phân chia khu học chánh thành 12 khu vực địa lý mang số; trong số 11 khu vực địa lý, mỗi khu vực có từ một đến ba trường trung học. Khu vực địa lý thứ 12 là một địa khu phụ.
Trước mùa hè năm 2005, Khu học chánh Houston có 13 khu hành chánh. Lúc đầu con số khu hành chánh được dự trù bị cắt thành ba khu nhưng sau đó Khu học chánh Houston quyết định cắt giảm con số xuống thành năm khu vào mùa thu năm 2005.

### Số ghi danh theo học giảm xúc vào thập niên 2000
Con số học sinh ghi danh cho năm học 2006-2007 vào mùa thu năm là 203.163, ít hơn năm học trước đó khoảng 7.000 học sinh (210.202) hay giảm hơn 3%; con số học sinh ghi danh theo học trong năm học 2006-2007 giảm khoảng 2,5% so với năm học 2004-2005 (208.454). Từ con số học sinh ghi danh cho năm học 2006-2007 đã cho thấy khu vực Trung và Tây mất phần lớn số học sinh. Tổng cộng mất khoảng 4.400 học sinh.  Con số ghi danh được báo cáo cho năm học vào tháng 2 năm 2007 là 202.936.

### Doanh nghiệp Micro Systems
Năm 2007 FBI, Ủy ban Truyền thông Liên bang Hoa Kỳ, và Bộ Tư pháp Hoa Kỳ bắt đầu một cuộc điều tra về mối liên hệ thương mại giữa Doanh nghiệp Micro Systems và Khu học chánh Houston. Frankie Wong, cựu chủ tịch của Micro Systems, và hai nhà quản trị của Khu học chánh độc lập Dallas bị truy tố vì phạm tội.

### Các chương trình ăn sáng miễn phí
Trong thập niên 2000, Khu học chánh Houston đã lập ra chương trình có tên gọi "Breakfast in the Classroom" (có nghĩa là "Ăn sáng tại lớp học"). Chương trình này bị thay thế bằng một chương trình ăn sáng miễn phí tại các khu nhà ăn trong trường. Tờ Houston Press xuất bản một câu chuyện về những điều bất thường tài chính có liên quan đến một chương trình; tiểu bang Texas thông báo là họ sẽ điều tra chương trình này. Ngày 2 tháng 4 năm 2005, Abelardo Saavedra thông báo rằng chương trình này bị đình chỉ. Đến năm 2006 Khu học chánh Houston tái tục các chương trình ăn sáng miễn phí.
Tháng 1 năm 2006, Khu học chánh Houston bắt đầu sử dụng hệ thống phần mền về dinh dưỡng trẻ em của công ty Cybersoft và đã thành công hoàn toàn trong việc sử dụng nó theo khung sườn thời gian như đã định và cũng xứng hợp với ngân sách. Hệ thống phần mền này đã giúp điều hành bộ phận phục vụ thực phẩm của khu học chánh với chất lượng tính toán cao, hạ thấp chi phí và gia tăng thu nhập.

## Giáo dục song ngữ và các trường tiên phong và trường kim chỉ nam

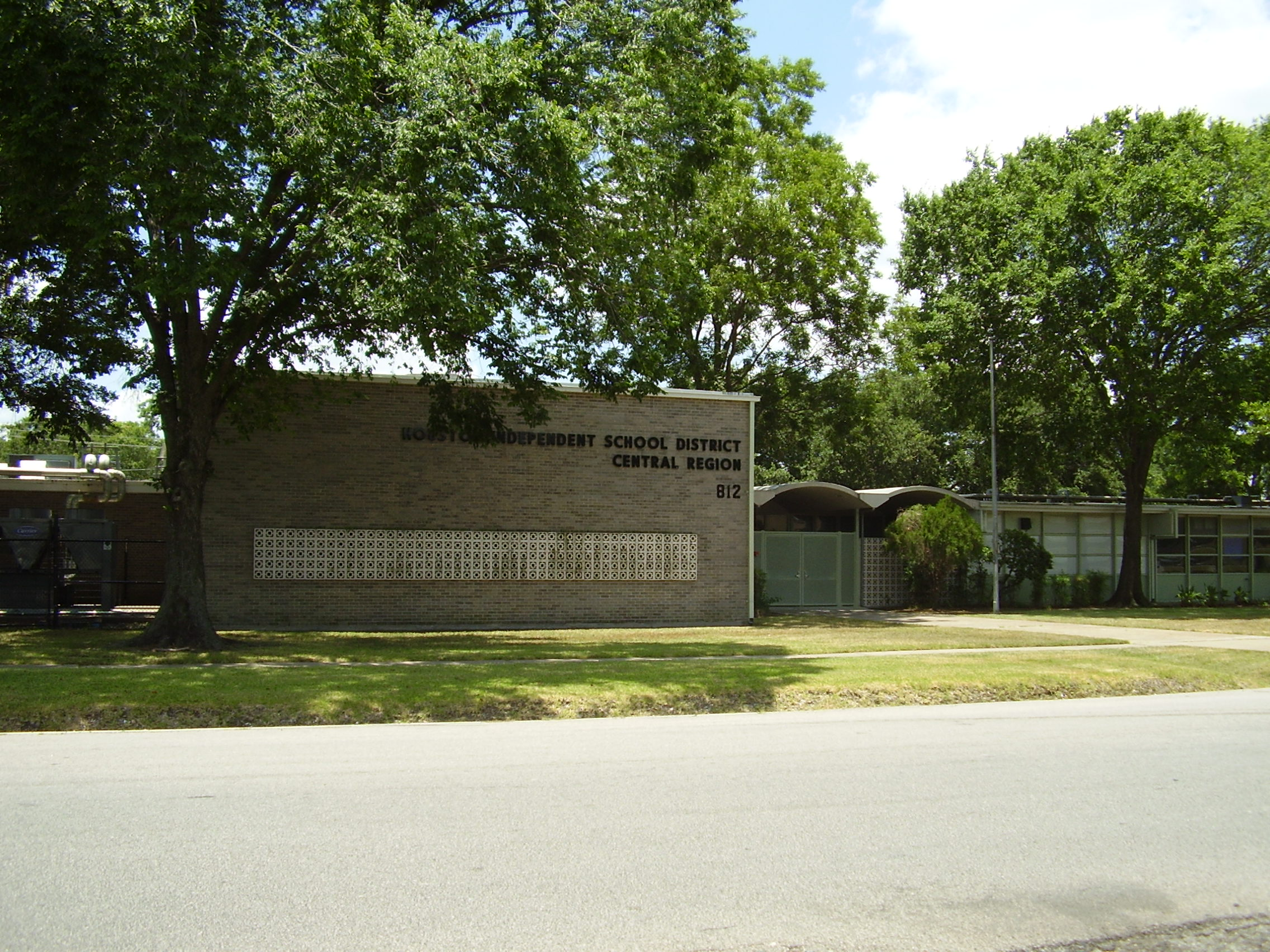
Cựu văn phòng vùng khu trung tâm

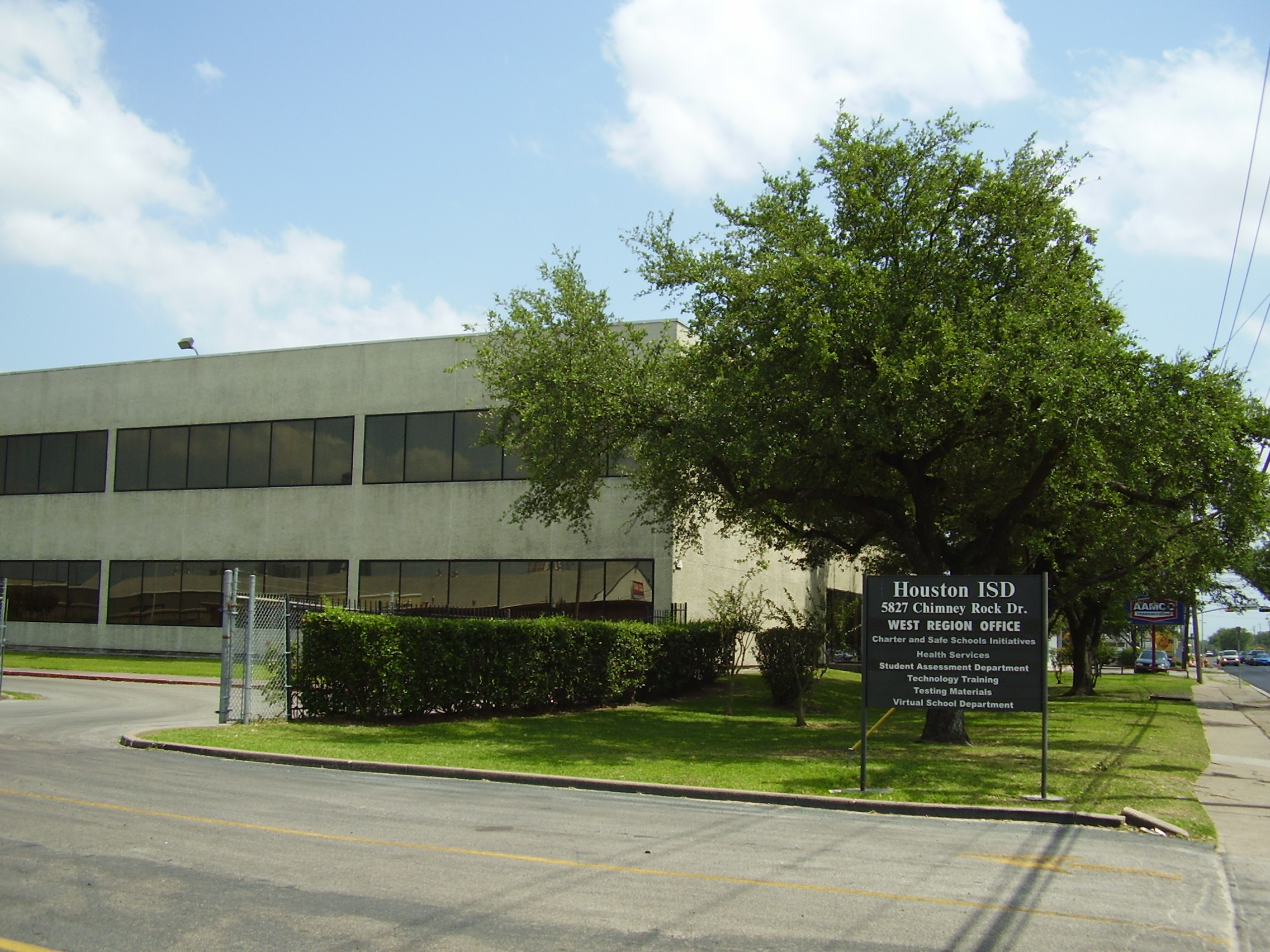
Cựu văn phòng vùng khu tây, hiện nay là toàn nhà Hệ thống Thông tin Công nghệ

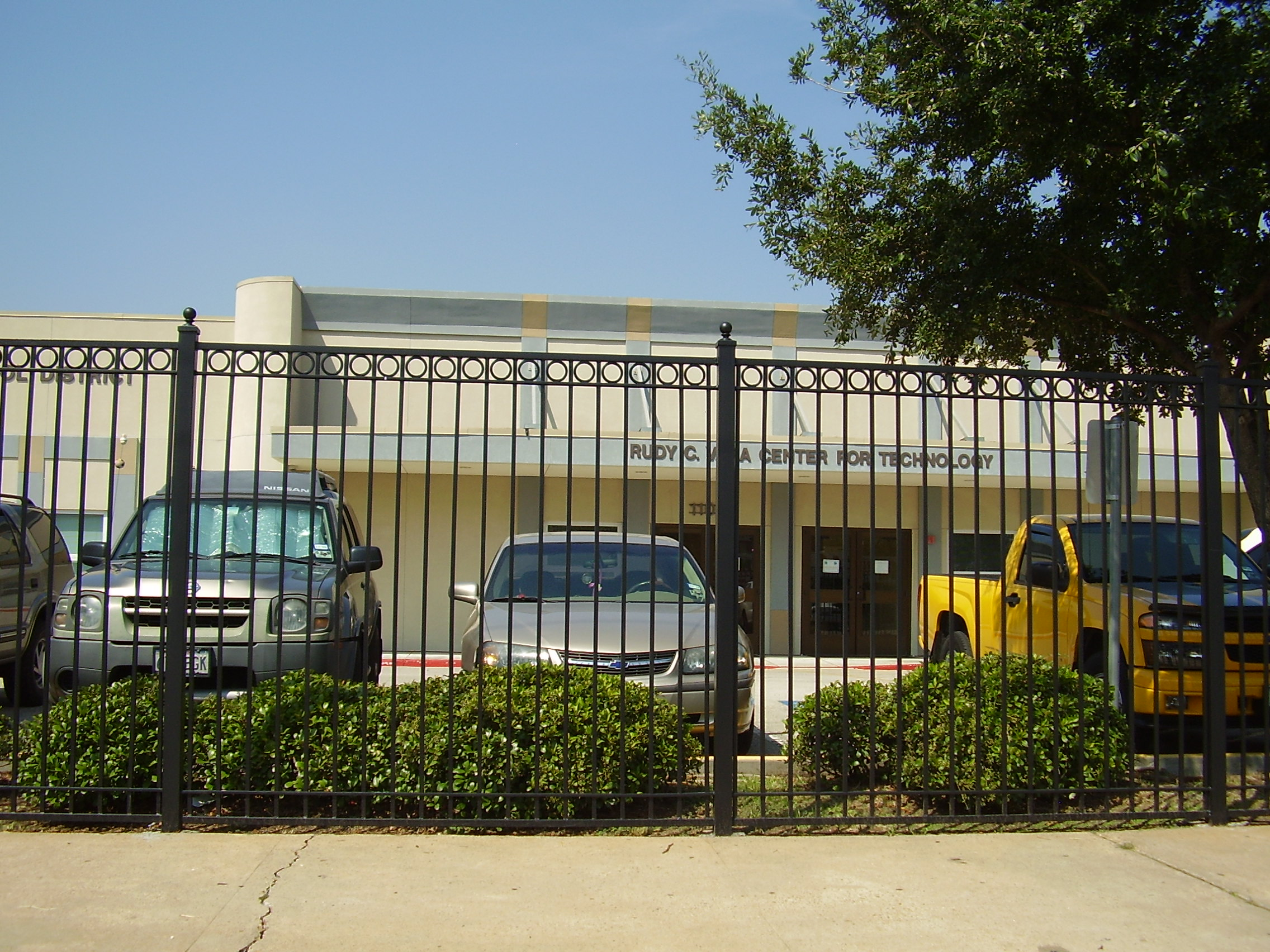
Trung tâm Công nghệ Rudy C. Vara

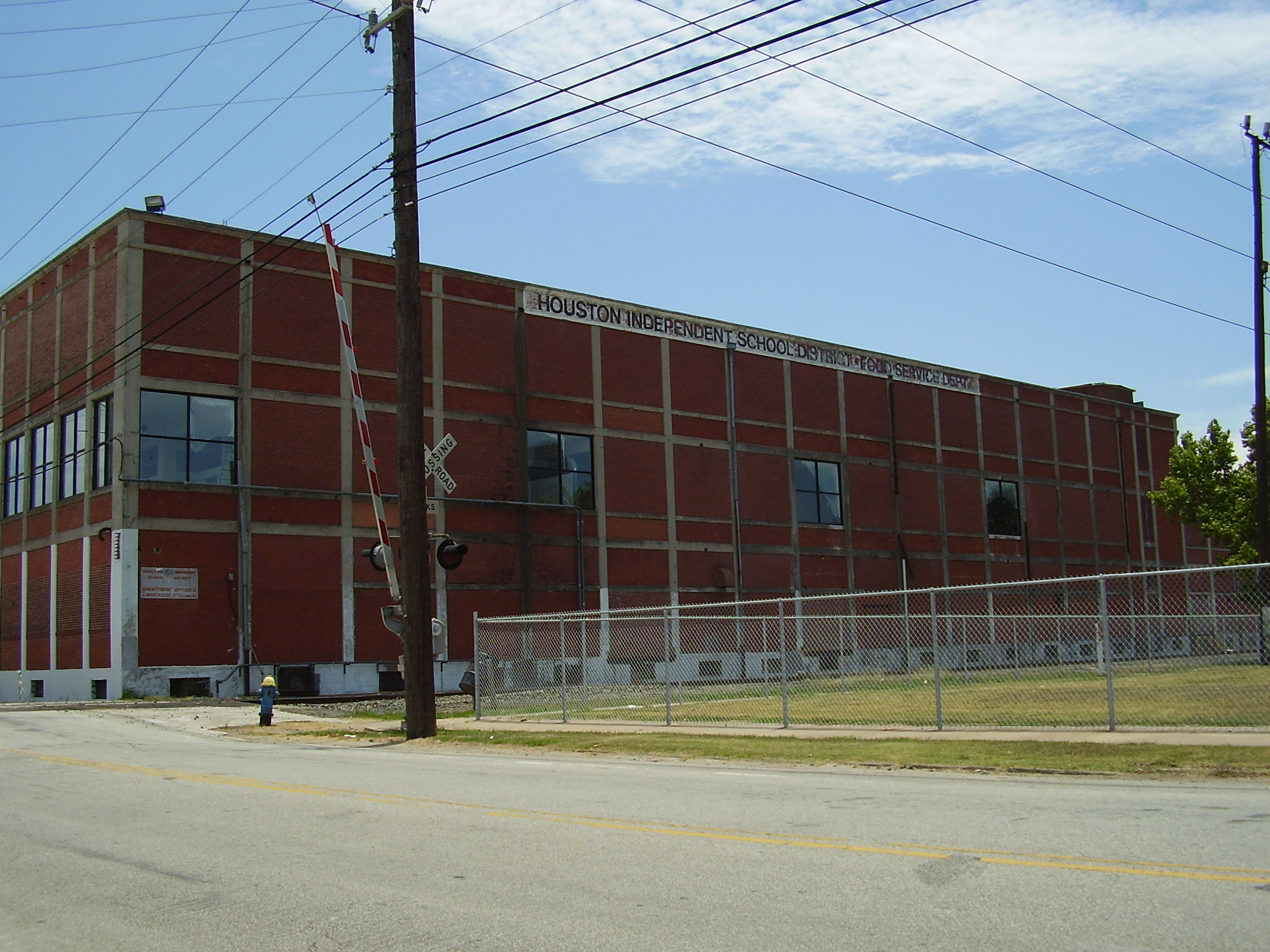
Tòa nhà cũ của bộ phận phục vụ thực phẩm (hiện tại là nhà máy của Công ty Bia Saint Arnold)

Khu học chánh Houston tập trung về giáo dục song ngữ phần lớn dành cho bộ phận học sinh người nói tiếng Tây Ban Nha trong đó có việc tuyển mộ khoảng 330 giáo viên đến từ México, Tây Ban Nha, Trung Mỹ và Nam Mỹ, Puerto Rico, Trung Quốc, và Philippines từ năm 1998 đến năm 2007.
Khu học chánh Houston có ba loại chương trình dặc biệt, đó là chương trình kim chỉ nam (magnet program), chương trình tiên phong (vanguard program), và chương trình tiên phong khu dân cư (neighborhood vanguard program). Mỗi chương trình kim chỉ nam có sự tập trung đặc biệt nhằm thu hút các học sinh từ khắp khu học chánh. Mỗi chương trình tiên phong là một chương trình chuyển chọn tài năng dành cho học sinh khắp khu học chánh. Chương trình tiên phong khu dân cư là chương trình được thiết lập dành cho các trẻ em tài năng theo học trong một trường đặc biệt nào đó.
Các trường kim chỉ nam được khởi sự trong thập niên 1970 như một cách để hội nhập chủng tộc tại các trường học một cách tự nguyện. Đến giữa thập niên 1990 nhiều trường kim chỉ nam không còn giữ mục tiêu này nữa mà thay vào đó tập trung vào việc cãi thiện phẩm chất giáo dục của các trường.
Các trường trung học kim chỉ nam (nghệ thuật trình diễn, khoa học, y tế nghiệp vụ, thi hành pháp luật,..) của Khu học chánh Houston được xem là một kiểu mẫu cho các khu học chánh đô thị khác trong cách cung cấp giáo dục chất lượng cao và giữ các học sinh giỏi trong nội thành không bỏ sang các trường tư thục hay các khu học chánh ngoại ô. Các trường kim chỉ nam được yêu chuộng bởi các bậc phụ huynh và học sinh mà từng bỏ tránh các trường học chất lượng thấp và bạo lực trường học. Các thành viên quản trị của các trường mất học sinh cho các trường có chất lượng cao, thí dụ như Bill Miller của Trường Trung học Yates đã phàn nàn về sự hiệu quả như thế của các trường kim chỉ nam.
Có 55 trường tiểu học kim chỉ nam, 30 trường trung học cấp 2 kim chỉ nam và 27 trường trung học cấp 2 kim chỉ nam. Một số trường kim chỉ nam có các chương trình hỗn hợp kim chỉ nam và thông thường trong khi các trường khác chuyên chương trình kim chỉ nam và không chấp nhận bất cứ học sinh "bình thường" nào.

## Bộ phận học sinh của khu học chánh
Trong năm học 2009-2010, Khu học chánh Houston báo cáo con số học sinh ghi danh theo học là 202.773
- 125.097 (61,7%) là người Mỹ nói tiếng Tây Ban Nha
- 53.680 (26,5%) là người Mỹ gốc châu Phi
- 15.889 (7,8%) là người Mỹ gốc châu Âu
- 5.962 (2,9%) là người Mỹ gốc châu Á
- 1,241 (0,6%) là người Mỹ đa chủng tộc
- 531 (0,3%) là người Mỹ bản địa hay người Alaska bản địa
- 373 (0,2%) là người Hawaii bản địa/người các đảo khác

Trong số các học sinh lớp 9 tốt nghiệp năm 2004-2005 trong khu học chánh này thì có khoảng 15% thành công lấy được cấp bằng cử nhân. Trung bình toàn quốc Hoa Kỳ là 23%.
Năm 2010 Peter Messiah, trưởng văn phòng giáo dục đặc trách vô gia cư của Khu học chánh Houston, nói rằng Khu học chánh Houston đã xếp khoảng 3.000 học sinh là vô gia cư. Margaret Downing của tờ Houston Press nói rằng Messiah đã tiên đoán "một cách tự tin" rằng con số học sinh thực sự vô gia cư thì cao hơn vì một số gia đình đã quá sựng sùng khi tự nhận mình là vô gia cư. Messiah cũng nói rằng trong những năm trước 2010, con số học sinh được xếp loại vô gia cư gia tăng vì vì khu học chánh đã có thể nhận dạng tốt hơn các học sinh vô gia cư và vì cuộc khủng hoảng kinh tế cuối thập niên 2000 tiếp tục có ảnh hưởng đến các gia đình của học sinh.

## Bộ phận quản lý khu học chánh
Tính đến tháng 9 năm 2009, trưởng khu học chánh độc lập Houston là Terry Grier.
Tính đến năm 2010, thành viên thuộc Hội đồng Giáo dục Khu học chánh Houston là:
- Chủ tịch: Greg Meyers
- Đệ Nhất Phó Chủ tịch: Paula M. Harris
- Đệ Nhị Phó Chủ tịch: Diana Dávila
- Bí thư: Carol Mims Galloway
- Trợ lý bí thư: Anna Eastman

Các thành viên khác gồm có: Michael L. Lunceford, Lawrence Marshall, Harvin C. Moore, và Manuel Rodríguez Jr.

### Trưởng học khu

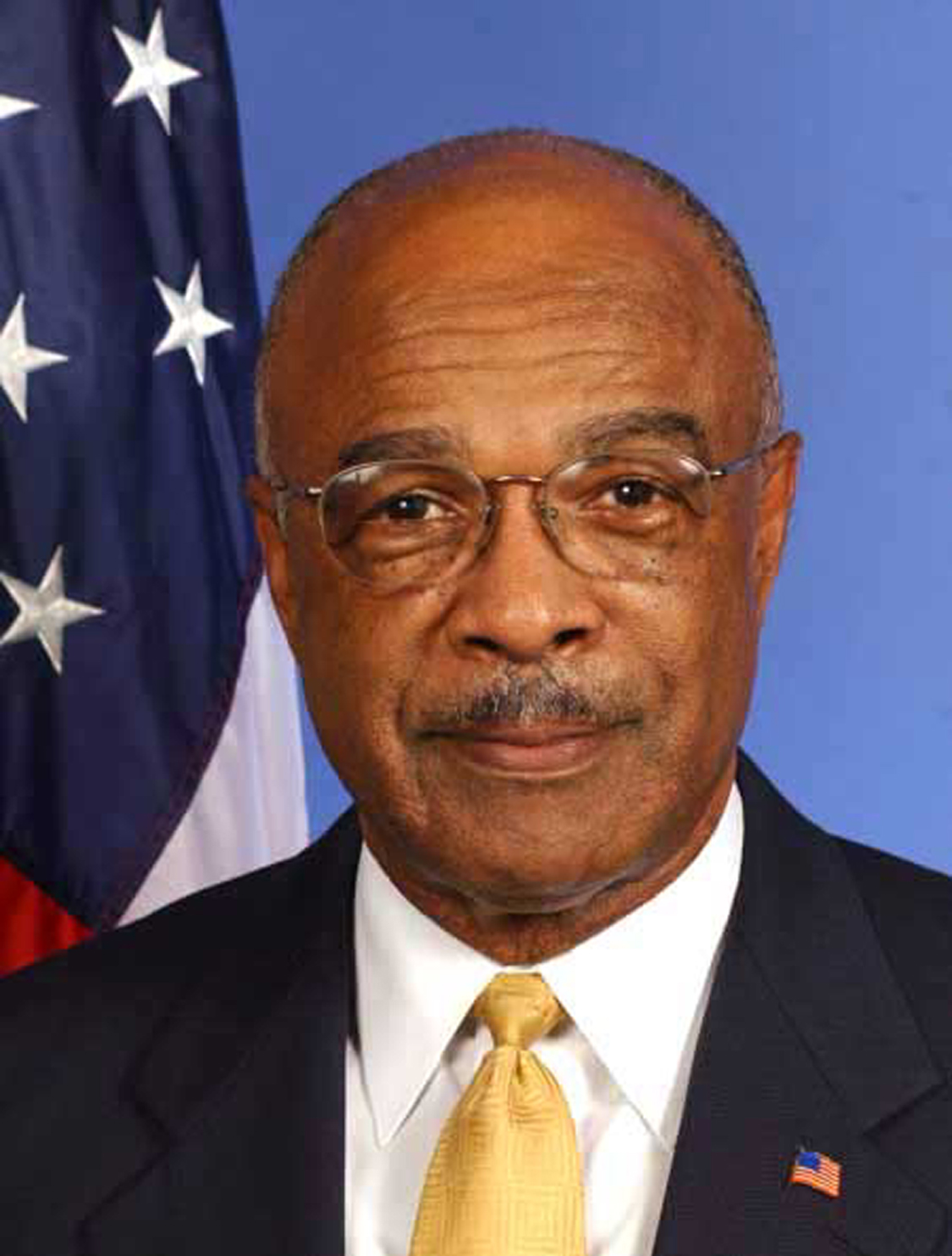
Rod Paige, cựu trưởng khu học chánh Houston

Cựu trưởng Khu học chánh Houston, Rod Paige đã sử dụng chương trình PEER. Các điểm số cải thiện của các trường trong khu học chánh đã khiến khu học chánh nhận được những lời khen gợi của các khu học chánh khác khắp quốc gia. Kaye Stripling đảm nhận trách nhiệm trưởng học khu khi Rod Paige về Washington, DC nhận chức vụ Bộ trưởng Giáo dục Hoa Kỳ trong nội các chính phủ của Tổng thống George W. Bush. Sau khi Stripling xuống chức trong vai trò trưởng học khu tạm thời, Abelardo Saavedra trở thành trưởng học khu vào ngày 9 tháng 12 năm 2004.

### Phân chia hành chánh
Tính đến năm 2010, các trường thuộc Khu học chánh Houston được tổ chức qua các văn phòng đặc trách trung học cấp 3, trung học cấp 2 và tiểu học.
Trước kia, các trường thuộc Khu học chánh Houston được tổ chức thành các khu vực vùng. Mỗi khu vực vùng có một trưởng khu riêng.
Có năm khu vực vùng trong Khu học chánh Houston:
- Khu vực vùng trung tâm
- Khu vực vùng phía đông
- Khu vực vùng phía bắc
- Khu vực vùng phía nam
- Khu vực vùng phía tây

Trước khi được tái tổ chức năm 2005, Khu học chánh Houston có các khu vực sau đây:
Geographic districts:
- Khu trung tâm
- Khu đông
- Khu bắc
- Khu trung bắc
- Khu đông bắc
- Khu tây bắc
- Khu nam
- Khu trung nam
- Khu đông nam
- Khu tây nam
- Khu tây

Các khu khác:
- Khu phụ
- Các trường Acres Homes Coalition

Một khu khác là khu trung tây sau đó được thành lập trước lúc khu học chánh Houston được tái tổ chức.

### Thuế
Tính đến năm 2010, trong số các khu học chánh nằm trong Quận Harris thì Khu học chánh Houston có tỉ lệ thuế thấp nhất.

## Kênh truyền hình của Khu học chánh Houston
Nhà nằm trong khu vực thuộc Khu học chánh Houston có thể bắt được kênh truyền hình cáp của Khu học chánh Houston.
- Kênh 18 của dịch vụ truyền hình cáp Comcast
- Kênh 76 của dịch vụ truyền hình cáp Phonoscope Communications
- Kênh 96 của dịch vụ truyền hình cáp TV Max
- Kênh 18 của dịch vụ truyền hình cáp Cebridge

## Khu vực phục vụ của Khu học chánh Houston

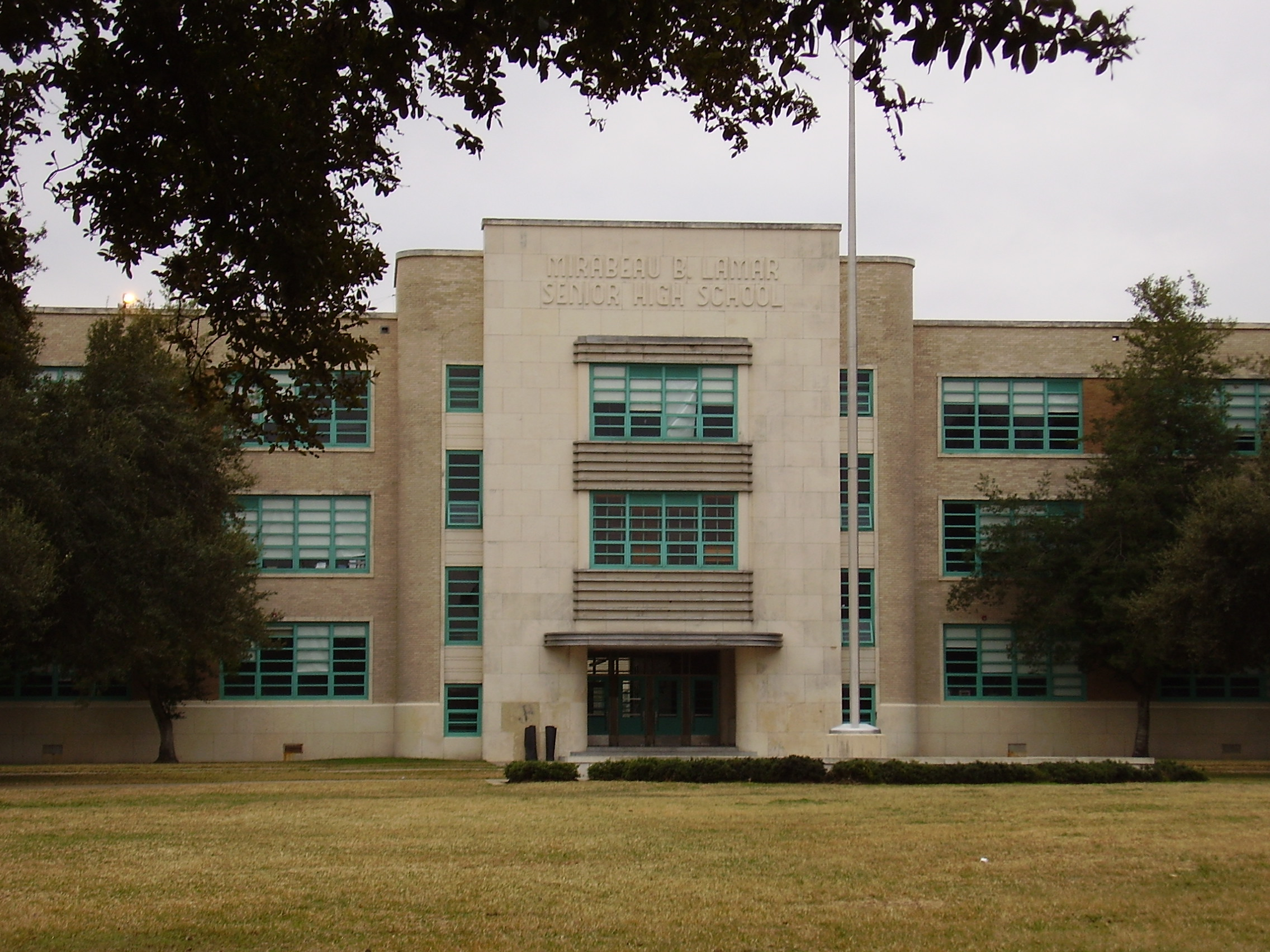
Trường Trung học Lamar

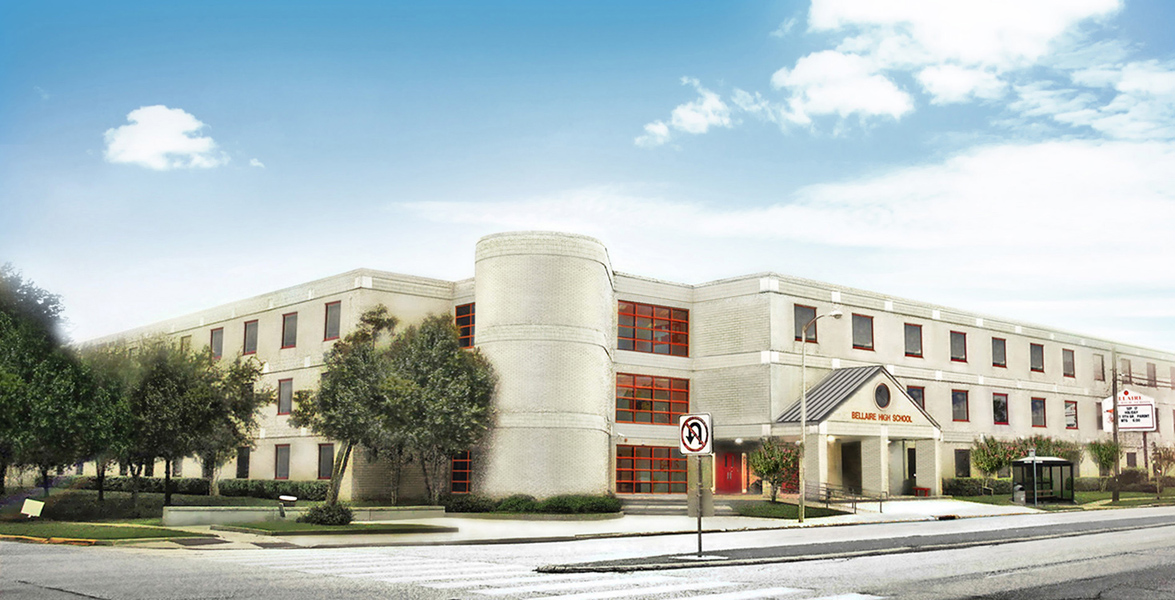
Trường Trung học Bellaire

Khu học chánh bao phủ phần lớn vùng Đại-Houston (vùng đô thị Houston), bao gồm tất cả các thành phố Bellaire, West University Place,. Southside Place, và phần lớn các khu vực nằm bên trong địa giới của thành phố Houston. Khu học chánh Houston cũng nhận học sinh từ phần đất nằm bên trong Quận Harris của Missouri City (thành phố này nằm trong hai quận), một phần của Jacinto City, một phần nhỏ của Hunters Creek Village, một phần nhỏ của Piney Point Village, và một phần nhỏ của Pearland. Khu học chánh Hôustn cũng nhận học sinh từ các khu chưa hợp nhất của quận Harris. Học khu trải rộng trên một diện tích là covers 300,2 dặm vuông Anh (778 km2) đất.
Tất cả các khu vực của Khu học chánh Houston nằm trong khu vực thuế của Hệ thống Đại học Cộng đồng Houston.

### Các thành phố
Khu học chánh Houston trải rộng trên địa bàn của tất cả các khu tự quản sau đây:
- Bellaire
- Southside Place
- West University Place

Khu học chánh Houston trải rộng trên một phần địa bàn của các khu tự quản sau đây:
- Houston (phần lớn thành phố Houston)
- Hunters Creek Village (các khu vực ở phía nam Buffalo Bayou thuộc Khu học chánh Houston)
- Jacinto City (các khu vực phía bắc Đường Market nằm trong Khu học chánh Houston)
- Missouri City (Chỉ phần đất nằm trong quận Harris)
- Pearland (Một phần của khu vực nằm trong quận Harris)
- Piney Point Village (các khu vực phía nam Buffalo Bayou nằm trong Khu học chánh Houston)

Khu học chánh Houston cũng trải rộng trên các phần đất chưa hợp nhất của quận Harris.

## Chuyên chở học sinh

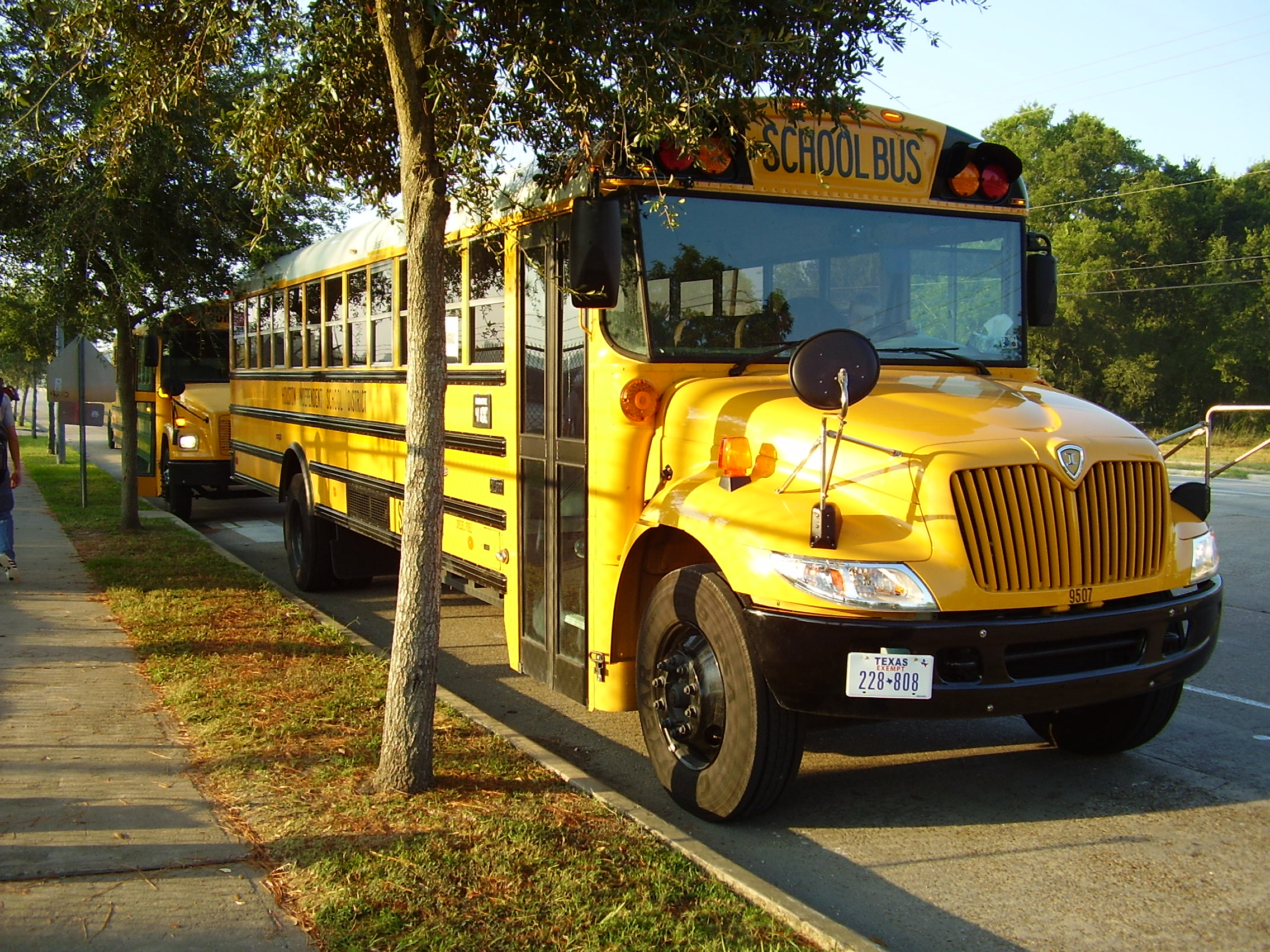
Một xe buýt trường học CE300 do công ty IC Corporation chế tạo của Khu học chánh Houston.

Khu học chánh Houston cung cấp dịch vụ xe buýt trường học cho bất cứ học sinh nào học trong Khu học chánh Houston hay tham dự một chương trình học kim chỉ nam và sống cách xa 2 mi (3,2 km) hay xa hơn từ trường học (được tính dựa theo lộ công cộng gần nhất) hay phải vượt qua những chướng ngại vật nguy hiểm để đến trường. Một số học sinh thuộc các chương trình đặc biệt nào đó cũng được phép sử dụng hệ thống chuyên chở xe buýt trường học.
 Khu học chánh Houston không cung cấp dịch vụ xe buýt trường học cho các học sinh tiền-mẫu giáo.

## Xếp bậc các trường học
Trong Khu học chánh Houston, các lớp từ mẫu giáo đến lớp 5 được xếp loại là trường tiểu học (elementary school), từ lớp 6 đến lớp 8 là trung học cấp 2 (middle school), và từ lớp 9 đến lớp 12 là trung học cấp 3 (high school). Một số trường tiểu học có lớp học đến lớp 6.
Mỗi nhà trong Khu học chánh Houston đều được chỉ định một trường tiểu học, một trường trung học cấp 2, và một trường trung học cấp 3. Khu học chánh Houston có nhiều chương trình phụ và chương trình chọn lựa chuyển tiếp sẵn sàng cho các học sinh nào muốn có một sự giáo dục đặc biệt nào đó và/hoặc không thích trường học gần nhà của mình.

## Tòa nhà hành chánh

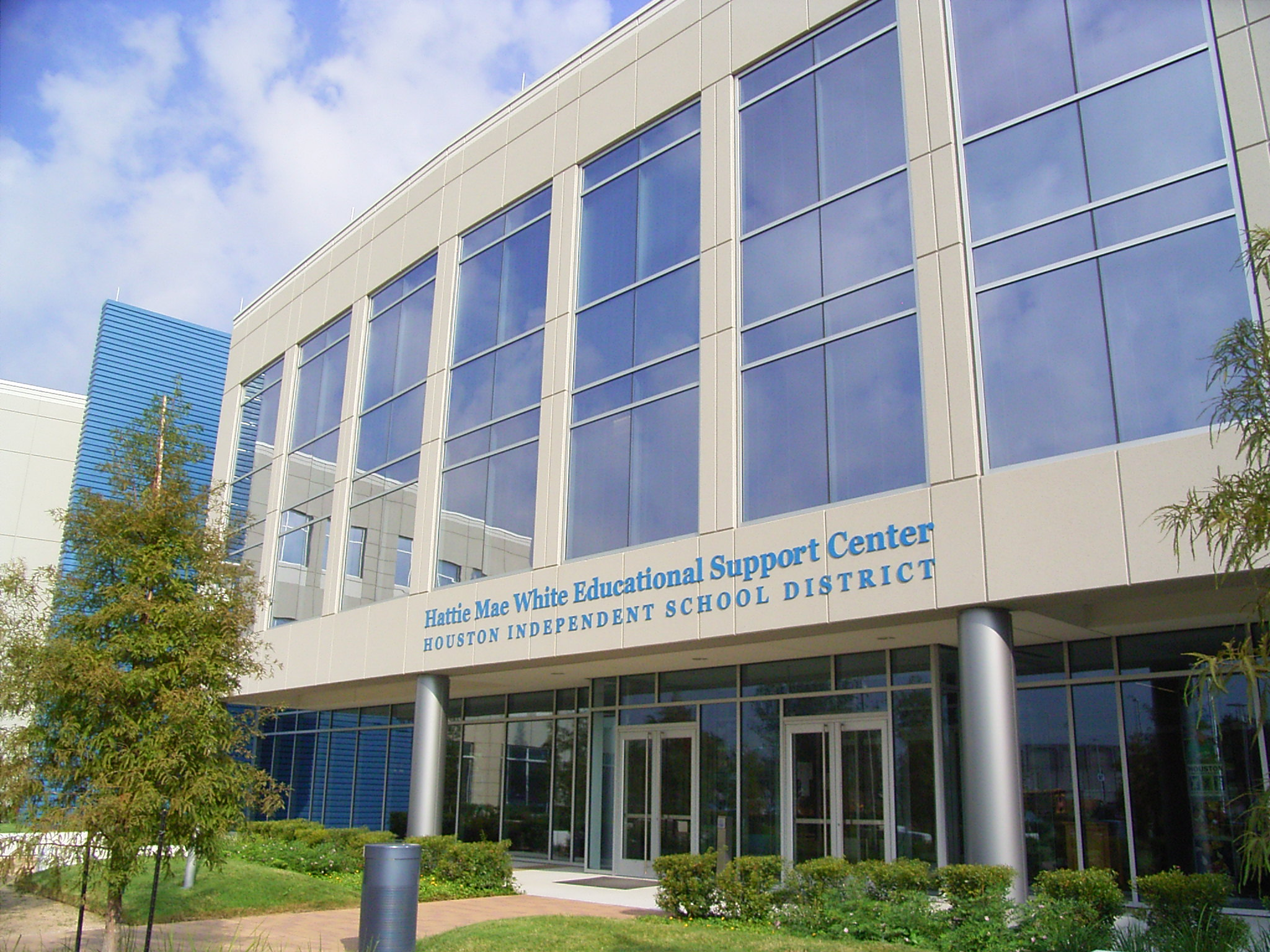
Trung tâm Hỗ trợ Giáo dục Hattie Mae White (HMWESC), trụ sở của Khu học chánh độc lập Houston

Tòa nhà hành chánh hiện nay là Trung tâm Hỗ trợ Giáo dục Hattie Mae White nằm trong khu tây bắc thành phố Houston. Bộ phận hành chánh của khu học chánh đã chuyển vào các văn phòng này vào mùa xuân năm 2006. Tòa nhà này được đặt theo tên của Hattie Mae White, thành viên người Mỹ gốc châu Phi đầu tiên của hội đồng quản trị Khu học chánh Houston và cũng là công chức người Mỹ gốc châu Phi đầu tiên được bầu lên tại tiểu bang Texas kể từ thời tái thiết Hoa Kỳ sau nội chiến.
Tòa nhà hành chánh của Khu học chánh Houston từ tháng 7 năm 1970 đến tháng 3 năm 2006 là Tòa Hành chánh Hattie Mae White rộng 201.150 foot vuông (18.687 m2) nằm ở số 3830 Đường Richmond. Cơ sở tiện ích này được người ta gán cho cái tên là "Taj Mahal" vì có tầng nhà chia ba (tầng nhà có một phần là sàn của tầng phía trên và là trần của tầng phía dưới) và hình thể tròn ngược kim đồng hồ. Thiết kế của tòa nhà khiến gây khó khăn cho người khuyến tật sử dụng xe lăn để di chuyển trong tòa nhà. Tòa nhà phức hợp này đáng giá 6 triệu đô la Mỹ. Tòa nhà có sân vườn nhiệt đới bên trong, khiến cho người ta chỉ trích sự chi tiêu lãng phí của học khu. Khi học khu xem xét đến việc cắt bỏ chương trình mẫu giáo đại chúng vì lý do tài chánh, những người đóng thuế đã bỏ phiếu loại bỏ nhiều thành viên hội đồng học khu. Khu học chánh bán tòa nhà phức hợp này với giá 38 triệu đô la cho một công ty mà sau đó đã san bằng khu vực này và phát triển một khu thương mại đa dụng; công việc san bằng được tiến hành vào ngày 14 tháng 9 năm 2006. Toán nhân viên san bằng cũng đã phá hủy Trường Tiểu học Will Rogers kế bên nằm ở số 3101 Weslayan. Trường tiểu học này đóng cửa vào mùa xuân năm 2006. Tòa nhà hành chánh củ của Khu học chánh Houston có xuất hiện trong cuốn phim The Thief Who Came to Dinner.
Khu đất của tòa nhà hành chánh củ hiện nay có một nơi bán hàng của công ty Costco cùng với một số những cơ sở thương mại khác.

## Các nhân viên và nhà giáo nổi tiếng
- Lyndon B. Johnson là một thầy giáo trở thành tổng thống Hoa Kỳ thứ 36 [51]
- Laura Bush, một cô giáo tại Trường Tiểu học Kennedy Elementary, sau đó trở thành Đệ Nhất Phu nhân Hoa Kỳ[52]
- Edison E. Oberholtzer, cựu trưởng khu học chánh, người sáng lập và chủ tịch đầu tiên của Đại học Houston[53]
- Alberto Gonzales, chủ tịch Ủy ban Phân quyền Học khu, sau này trở thành Bộ trưởng Tư pháp Hoa Kỳ[54]
- Rod Paige, cựu trưởng khu học chánh, trở thành Bộ trưởng Giáo dục Hoa Kỳ[55]